# Contarinia ballotae
Contarinia ballotae är en tvåvingeart som beskrevs av Jean-Jacques Kieffer 1898. Contarinia ballotae ingår i släktet Contarinia och familjen gallmyggor. Inga underarter finns listade i Catalogue of Life.